# Glan (dopływ Gurk)
Glan – rzeka w Austrii, prawy dopływ rzeki Gurk. Osiąga długość 64,3 km, a powierzchnia jej zlewni wynosi 827 km².